# Fläckduvor
Fläckduvor (Turtur) är ett släkte med fåglar i familjen duvor inom ordningen duvfåglar som återfinns i Afrika söder om Sahara. Släktet omfattar fem arter:
- Tambourinfläckduva (T. tympanistria)
- Blåhuvad fläckduva (T. brehmeri)
- Blåfläckduva (T. afer)
- Smaragdfläckduva (T. chalcospilos)
- Svartnäbbad fläckduva (T. abyssinicus)